# Битка код Чинхата
Битка код Чинхата (енгл. Battle of Chinhat), устаничка победа током Индијског устанка 1857. године.

## Позадина
Након устанка 7 пукова индијских војника (сепоја) Бенгалске армије у Мируту и Делхију (10-11. маја 1857), побуна се у наредне три недеље проширила на већину домородачких јединица у Провинцији Бенгал, између Бенареса и Делхија. У местима где није било британских (европских) трупа, пукови побуњених сепоја побили су британске официре и становнике и прузели власт, после чега се већина упутила у Делхи где су устаници организовали своју власт. Једина места између Бенареса и Делхија која су остала у британским рукама били су Агра и Лакнау, које су бранили по један европски батаљон, и Канпур, у коме су биле две врло слабе британске чете. 
Већ 30. маја побунила су се 4 домородачка пука стационирана у Лакнау (7. пук лаке коњице и 13, 48. и 71. пук домородачке пешадије), али је британски заповедник сер Хенри Лоренс уз помоћ британских јединица (32. краљевски пешадијски пук) и дела верних сепоја (углавном Сика) успео да потисне побуњенике из града. Упркос овој победи, због ширења побуне у околним местима и непријатељског држања становништва у граду (Лакнау је био престоница краљевине Ауд коју је Компанија анектирала пре мање од годину дана), сер Хенри се са око 1.200-1.500 војника и великим бројем цивила на брзину утврдио у градској Резиденцији (палати британског гувернера) и очекивао помоћ из Калкуте и Панџаба, где се налазила већина британске војске у Индији.
За то време, 5. јуна побунила су се 3 пука сепоја у Канпуру. После три недеље опсаде, Канпур је пао 25. јуна 1857, а око 1.000 британских бранилаца, жена и деце је масакрирано.

## Битка

### Планови
Увече 29. јуна 1857. неколико извештаја је стигло до сер Хенрија Лоренса да ће побуњеничка војска, са не баш великим снагама, следећег јутра кренути из Чинхута (малог села удаљеног око осам миља на путу за Фајзабад) на Лакнау. Сер Хенри је, стога, био одлучан да изврши снажно извиђање у том правцу, са циљем, ако буде могуће, да их изненада нападне, било на њиховом улазу у предграђе града, или на мосту преко потока Гокрал који пресеца пут за Фајзабад, отприлике на пола пута између Лакнауа и Чинхута.

### Британске снаге
Снаге намењене за овај поход кренуле су се у шест часова ујутро 30. јуна:
- Артиљерија—4 топа коњичке пољске батерије, 4 топа из 2. аудске пољске батерије, 2 топа из 3. аудске пољске батерије и једна хаубица од 8 инча.

- Коњица—Чета добровољачке коњице (36 људи); 120 коњаника 1, 2. и 3. пука аудске нерегуларне коњице.

- Пешадија— 300 људи из 32. краљевског пука; 150 људи из 13. пука домородачке пешадије; 60 људи из 48. пука домородачке пешадије и 20 људи из 71. пука домородачке пешадије (Сика).[7][8]

### Заседа
Британске снаге, заведене извештајима путника, који су тврдили да између Лакнауа и Чинхута нема људи, отишле су нешто даље него што је првобитно намеравано, и изненада су се сукобиле са непријатељем, који је до тада измицао пажњи извиднице тако што су се сакрили у огромном броју на ивици шуме. Европске снаге и хаубица, са домородачком пешадијом, су неко време држале непријатеља на одстојању, и, да је шест аудских топова било верно, а коњица Сика активнија, Британци би однели победу упркос огромне несразмере у бројевима. Али артиљерци и возари Ауда су били издајници. Преврнули су топове у јарак, исекли амове својих коња и напустили их, без обзира на напоре својих официра и самог сер Хенрија Лоренса, који је сам потегао мач на ове побуњенике. Британска војска, изложена далеко надмоћнијој артиљеријској ватри и потпуно заобиђена са обе стране од стране надмоћне пешадије и коњице, која је заправо ушла у британску позадину, била је приморана да се повуче уз губитак три оруђа артиљерије, која је пала у руке непријатељу, услед издајства аудских артиљераца, и са великим бројем мртвих и рањених. Врућина је била ужасна, муниција за топове је била потрошена, а скоро потпуна несташица коњице да заштити британску позадину учинила је њихово повлачење најпогубнијим. Потпуни пораз спречили су напори малобројне добровољачке коњице — свега четрдесетак — под капетаном Едклифом из 7. лаке коњице и поручника Бонама, из артиљерије (који је успешно радио на хаубици док није био онеспособљен због ране), као и поручника Хардинга, који је са својом шаком коњаника покривао повлачење заштитнице.

## Последице
Испад којим су Британци покушали да омету концентрацију устаника на прилазима Лакнау у потпуности је пропао. Британци су одбачени са толиким губицима да су се одмах морали ограничити на одбрану резиденције, па су чак морали да напусте и поруше оближњу тврђаву, коју су били запосели, у којој се налазило 240 буради барута и 6 милиона фишека. Устаници су одмах опколили Резиденцију, чиме је почела опсада Лакнауа, која је потрајала пуних 5 месеци.
Потпуковник Кејс који је командовао 32. пуком њеног Величанства, био је смртно рањен док је храбро предводио своје људе. Команда је препуштена капетану Стивенсу, који је убрзо након тога задобио смртну рану. Команда је тада пала на капетана Менсфилда, који је касније током опсаде умро од колере.